# Tul·lus Hostili
Tul·lus Hostili (llatí: Tullus Hostilius; 673-642 aC) va ser el tercer rei de Roma i el segon d'origen sabí. Conquerí Alba Longa ajudat per la gens Horàcia. Se li atribueix també la creació de la institució dels fecials (en llatí fetiales) i la de la cúria. Se'l considera el fundador de la tercera tribu romana, els luceres.
Livi citava el seu avi com avantpassat més conegut, Host Hostili. El seu regnat se situa en dates variables vers 673/670 aC a 642/638 aC. Va succeir a Numa Pompili després de l'interregne, sent elegit pel poble com a rei. El seu regnat es caracteritzà per la seva agressivitat envers les ciutats veïnes.

## Conquesta d'Alba Longa
Sense cap raó aparent, Tul·lus Hostili va declarar la guerra a Alba Longa i se la va fer vassalla després d'un duel entre els seus representants, narrat a la llegenda com el combat dels tres Horacis contra els tres Curiacis, en la qual els primers, dels que només en va sobreviure un, van vèncer els segons a la Fossa Cluilia. L'excusa per a l'atac va ser el següent: Tul·lus va acusar el dictador d'Alba, Meti Fufeci, de traïció a Roma incitant a la revolta els habitants de Fidenes i Veïs. En aquell moment Alba Longa estava en aliança amb Roma per la lliga llatina i el que s'esperava d'ells era que, si més no, es mantinguessin al marge de les disputes de Roma amb els etruscs o bé que l'exèrcit albà fes alguna cosa per aturar els avançaments enemics contra Roma. Davant la inactivitat dels albans per les revoltes dels etruscs, Tul·lus va ordenar arrasar Alba Longa, per bé que després traslladaren els seus habitants a Roma i allà hom els va donar el turó Celi com a residència i reberen la ciutadania romana. Això no obstant, se sap que Alba va subsistir com estat, va ser repoblada i va continuar sent membre de la lliga llatina fins al 338 aC, quan es va dissoldre aquesta coalició.

## Altres enfrontaments armats
En temps de Ròmul els Veiis, un poble etrusc, havien atacat els romans en previsió que aquests no arribessin a ser tan poderosos que els acabessin anul·lant. Per a fer-ho van implicar els seus amics, la tribu dels Fidenes. El resultat va ser que els romans van vèncer i van instal·lar una colònia dins el territori dels Veii.
Amb el temps, els Fidenes i els Veii van tornar a causar problemes, segons creia Tul·lus, incitats per Meti Fufeci. Aquests problemes venien d'acusacions d'enganyar els comerciants romans. Per tal de solucionar-ho, el rei romà va optar per l'enfrontament armat. Amb el mateix motiu es va enfrontar als sabins. No es coneixen els detalls d'aquests enfrontaments però segons els Fasti Triumphales, constaven tres triomfs de Servi Tul·li sobre els etruscs: un el 25 de novembre del 571 aC, un altre el 25 de maig del 567 aC, però la data del tercer triomf està deteriorada i no es pot llegir.

## Altres fets
Durant el seu regnat es va aliar a llatins i hèrnics. De les llegendes se'n dedueix que va assignar terres als sacerdots i al patriciat, que va instituir nous festivals religiosos, i va augmentar el nombre de cavallers.
Quan va anar a Alba per demanar el favor dels déus va ser atacat per una sèrie de mals presagis: una allau de pedres i una epidèmia. Havent caigut malalt, ell també, va creure que es tractava d'un càstig per no haver estat prou devot deixant de complir amb els rituals religiosos. En salvar-se va instituir una festivitat en honor dels déus de nou dies de durada, la novenalia. Després va voler consultar el llibre del rei Numa on estaven escrites les recomanacions fetes per Júpiter, però just en aquell moment un llampec va caure sobre casa seva, fulminant-lo. La seva tomba es creu que estava al turó Veli.

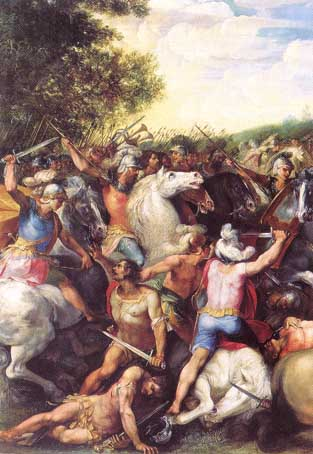
Tul·lus Hostili derrotant l'exèrcit dels Veii i els Fidenae.

## Valoració històrica
Els historiadors moderns s'agafen amb cautela escèptica les cròniques sobre la vida i fets del rei Tul·lus Hostili aportades pels antics cronistes, que no tenien miraments per barrejar fets reals amb llegendes. A més, en altres ocasions els antics historiadors ja havien demostrat ser poc fiables, per exemple quan es va descobrir que havien confós la informació d'altres reis romans, per exemple quan van barrejar les dades sobre Tarquini Prisc i les de Tarquini el Superb.
En conseqüència hom creu que hi ha dades que són simples repeticions del que es deia sobre Ròmul: tots dos es va criar entre els pastors, van fer la guerra contra els Fidenes i els Veii, durant el seu regnat es va duplicar el nombre de ciutadans, i a tots dos hom els atribueix haver organitzat l'exèrcit. Per altra banda, el caràcter bel·licós i ferotge de Tul·lus Hostili sembla poc més que un estereotip per contrastar amb el pacífic i devot Numa Pompili. És possible que els primers cronistes li atribuïssin qualitats agressives simplement com a justificació del seu segon nom, en llatí Hostilius 'hostil'. No es dubta que Tul·lus Hostili existís, car de fet és molt probable que aquest fos el nom d'un antic rei romà. Certament, Tul·lus era un praenomen poc freqüent, mentre que el cognom Hostili és d'origen tan dubtós que cal no descartar que fos un afegit posterior.
Pel que fa a la destrucció d'Alba Longa, és cert que va caure sota dominació romana després d'un llarg setge i que això va passar durant el període monàrquic, però en quin moment precís i quin rei en va ser responsable és el que no es pot donar per segur. Els historiadors moderns han arribat a la conclusió que va ser després de les dades aportades per Livi.
El segon fet que es posa en dubte és la construcció del primer edifici per al senat, la Cúria Hostília. Les seves ruïnes, trobades al fòrum, estan datades al voltant del 600 aC, fet que contradiu les narracions antigues.
Tim Cornell ha proposat una cronologia basada en estudis arqueològics moderns, la qual redueix el període monàrquic a uns 120 anys i situa els èxits històrics dels reis entre l'any 625 aC (quan els primers signes de la urbanització real i unificació de Roma apareixen en el registre arqueològic) i l'any 500 aC. Això faria que encara que la construcció de la Cúria Hostilia no coincideixi amb la data citada pels historiadors antics, sí que sigui possible situar-la dins el regnat de Tul·lus Hostili, a la vegada que explicaria la raó del seu nom.